# كلية هينلي لإدارة الأعمال
كلية هينلي لإدارة الأعمال (Henley Business School) هي كلية إدارة أعمال تشكل الآن جزءًا من جامعة ريدينغ. تم تشكيلها من خلال دمج كلية هينلي للإدارة المستقلة سابقًا (كلية الموظفين الإداريين سابقًا) مع كلية إدارة الأعمال الحالية بجامعة ريدينغ. نتيجة للاندماج، تحتل الآن موقعين: حرم غرينلاندز، بالقرب من بلدة هنلي أون تيمز، الموقع الأصلي لكليةهينلي للإدارة، وحرم حديقة وايت نايتس في ريدينغ.
اعتبارًا من عام 2020، حصلت المدرسة على اعتماد ثلاثي من قبل نظام تحسين الجودة الأوروبي (EQUIS) و AMBA و جمعية تطوير كليات إدارة الأعمال أي أي سي أس بي (AACSB).

## تاريخ

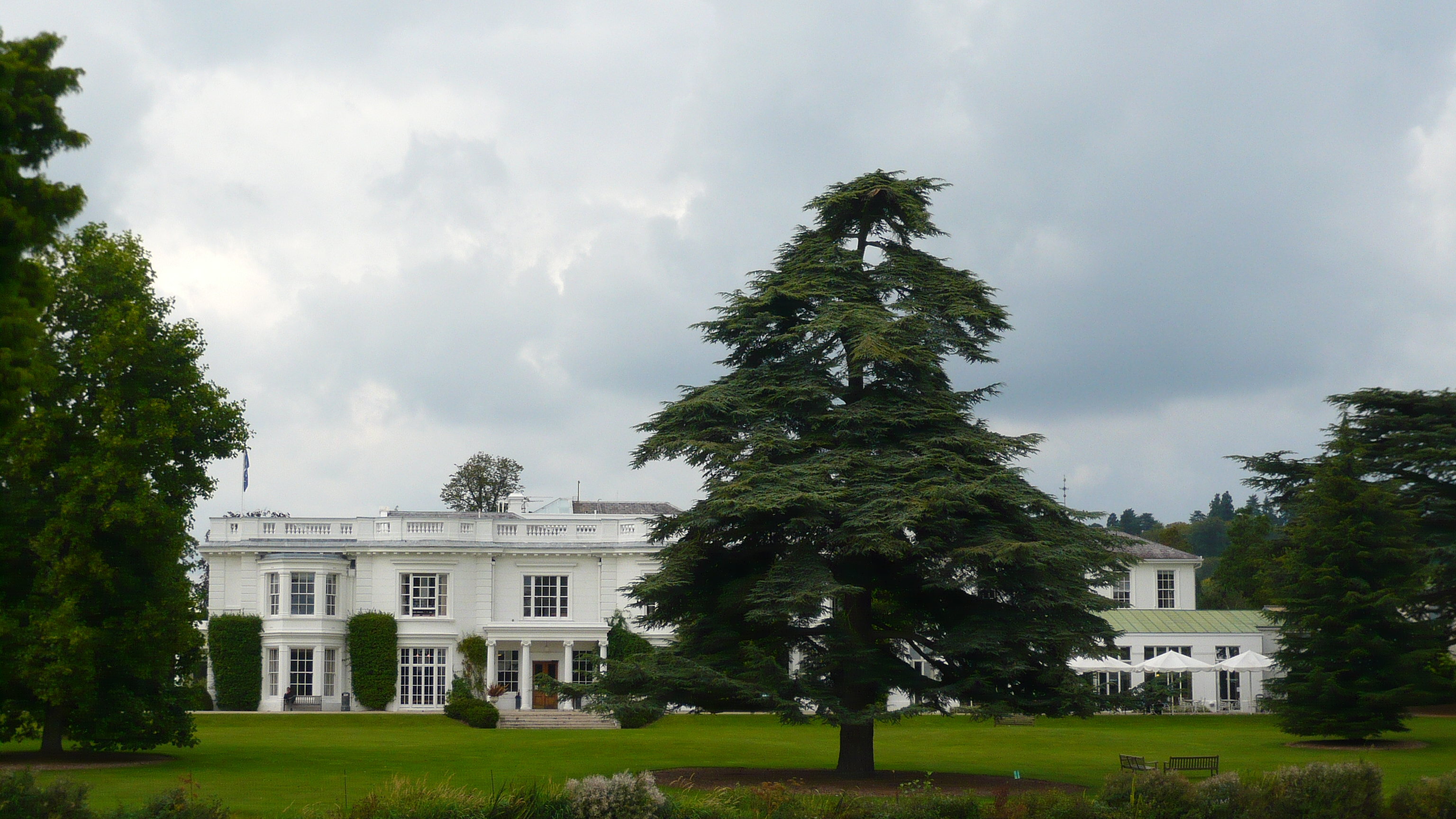
حرم غرينلاندز على ضفاف نهر التايمز

### 1945-1981
تم إنشاء كلية الأركان الإدارية في عام 1945 في هنلي أون تيمزهنلي أون تيمز كمكافئ مدني لكليات الأركان العسكرية. قدمت دورات قصيرة في مشاكل الإدارة المتقدمة. عُرض على الكلية استخدام غرينلاندز من قبل الفيكونت هامبلدون الثالث في عام 1946، وتم شراؤها مباشرة من العائلة في عام 1952. تأثرت الكلية في سنواتها الأولى بالمستشار الإداري والكاتب ليندال أورويك والأكاديمي هيكتور هيثرنغتون والموظف المدني السير دونالد بانكس ورجل الأعمال السير جيفري هيوورث (لاحقًا اللورد هيوورث)؛ تم تصميم مناهجها من قبل مديرها الأول، نويل هول. منذ البداية، كانت النية هي الجمع بين المديرين التنفيذيين من الخدمة المدنية لصاحبة الجلالة والشركات الخاصة والصناعات المؤممة للمساعدة في تطوير مهاراتهم للترقية إلى الإدارة العليا. 

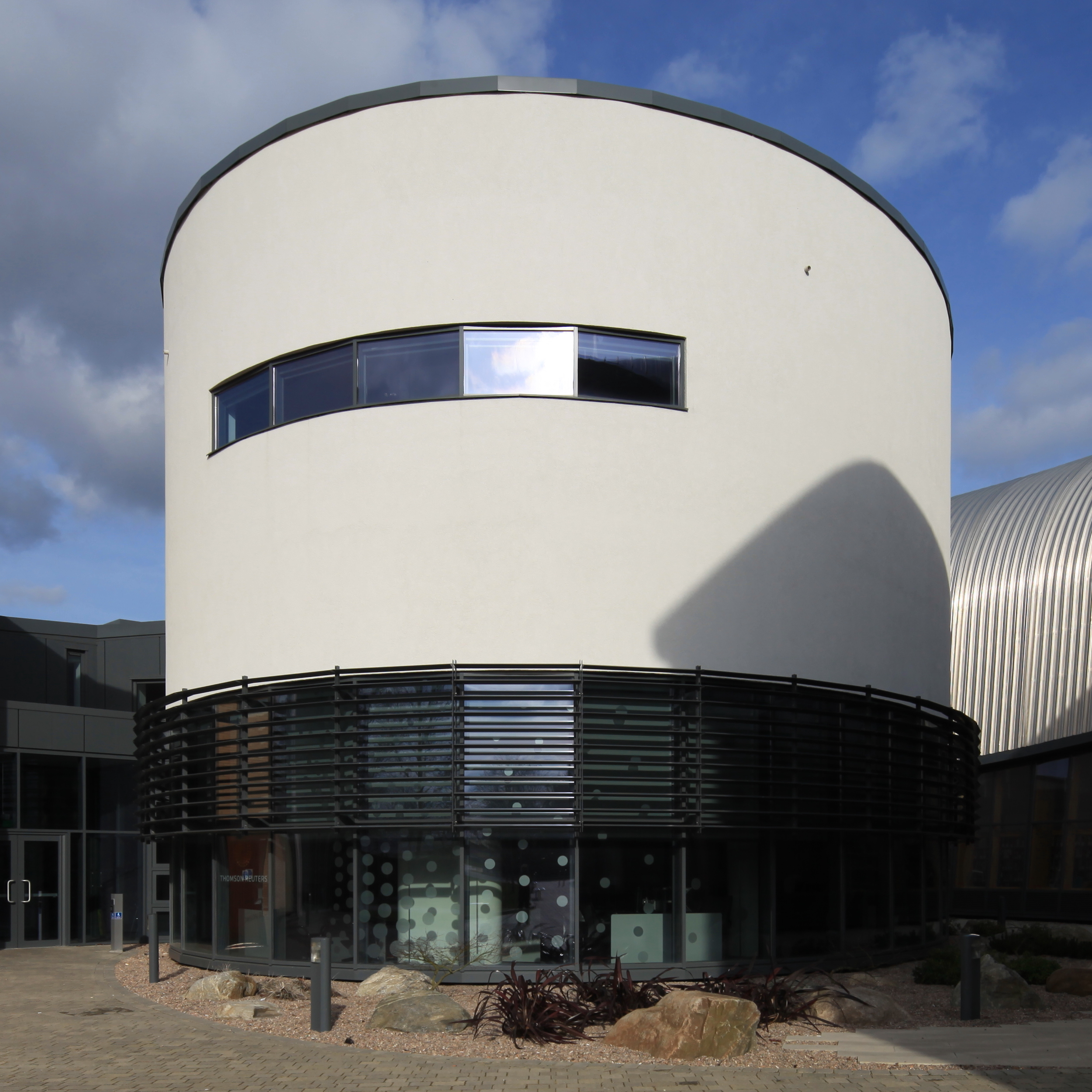
غرف تداول مركز ICMA في طومسون رويترز

أدارت هينلي درجة الماجستير الأولى في الأعمال في عام 1974. تم تغيير اسم هذا إلى ماجستير إدارة الأعمال بحلول نهاية السبعينيات. 

### 1981-2008
في عام 1981، غيرت الكلية اسمها من عنوانها الأصلي إلى هينلي - The Management College. تم تغيير هذا مرة أخرى إلى Henley Management College عندما تم منحها ميثاقًا ملكيًا في عام 1991. في الثمانينيات من القرن الماضي، استند تعليم ماجستير إدارة الأعمال بدوام كامل وجزئي بالكلية في جامعة برونيل. في البداية تم منح ماجستير إدارة الأعمال من جامعة برونيل. بحلول عام 2002، حصلت الكلية على حالة الاعتماد الثلاثي من جمعية تطوير كليات الأعمال الجامعية (AACSB)، ورابطة ماجستير إدارة الأعمال (AMBA) ونظام تحسين الجودة الأوروبي (EQUIS). يقع حرم الكلية في غرينلاندز على ضفاف نهر التايمز بالقرب من هنلي أون تيمز، في عقار ريفي ومنزل سابق لعائلة WH Smith، 
في عام 2008، اندمجت كلية هينلي للإدارة مع جامعة ريدينغ لتشكيل كلية هينلي للأعمال. وهي تتألف من كلية إدارة الأعمال والاستراتيجية الدولية. مدرسة القيادة والمنظمات والسلوك؛ مدرسة التسويق والسمعة؛ كلية معلوماتية الأعمال والأنظمة والمحاسبة (والتي تشمل مركز أبحاث المعلوماتية)؛ مدرسة العقارات والتخطيط؛ مركز ICMA؛ وبرامج التعليم التنفيذي.  اعتبارًا من عام 2021، كان العميد هو جون بورد.

## الاعتماد الاكاديمي
اعتبارًا من عام 2020، حصلت كلية هينلي لإدارة الأعمال على حالة الاعتماد الثلاثي من AMBA و EQUIS و AACSB،

## روابط خارجية
- الموقع الرسمي

قالب:University of Reading